# Crestline (Ohio)
Crestline és una població dels Estats Units a l'estat d'Ohio. Segons el cens del 2000 tenia 5.088 habitants.

## Demografia
Segons el cens del 2000, Crestline tenia 5.088 habitants, 2.070 habitatges, i 1.370 famílies. La densitat de població era de 679,8 habitants/km².
Dels 2.070 habitatges en un 33,3% hi vivien nens de menys de 18 anys, en un 48,9% hi vivien parelles casades, en un 12,6% dones solteres, i en un 33,8% no eren unitats familiars. En el 29,2% dels habitatges hi vivien persones soles el 13,1% de les quals corresponia a persones de 65 anys o més que vivien soles. El nombre mitjà de persones vivint en cada habitatge era de 2,44 i el nombre mitjà de persones que vivien en cada família era de 3,01.
Per edats la població es repartia de la següent manera: un 26,7% tenia menys de 18 anys, un 8,6% entre 18 i 24, un 29,1% entre 25 i 44, un 21% de 45 a 60 i un 14,5% 65 anys o més.
L'edat mediana era de 36 anys. Per cada 100 dones de 18 o més anys hi havia 87,9 homes.
La renda mediana per habitatge era de 31.392 $ i la renda mediana per família de 37.275 $. Els homes tenien una renda mediana de 33.520 $ mentre que les dones 22.455 $. La renda per capita de la població era de 16.522 $. Aproximadament el 9,8% de les famílies i el 12,4% de la població estaven per davall del llindar de pobresa.

## Poblacions més properes
El següent diagrama mostra les poblacions més properes.